# Timasiteo de Lipara
Timasiteo de Lipara (la moderna Lipari) fue un antiguo griego y un arconte local de la Magna Grecia, que vivió alrededor del año 400 a. C. Es mencionado por los historiadores romanos como un hombre sabio y pío, que ayudó e una vez a una embajada romana a llegar a Delfos sin contratiempos.
De acuerdo de Livio, antes de que los romanos subyugaran Veyes en 396 a. C., estos enviaron una embajada de tres senadores al santuario de Apolo en Delfos, llevando un cuenco de oro como ofrenda al dios. Pero mientras el barco romano se aproximaba al estrecho de Sicilia, fue capturado por unos piratas y fueron llevado a las islas de Lipara, donde «la piratería fue considerada como una especie de institución estatal, y esto era el costumbre para el gobierno para distribuir el pillaje así adquirido». Afortunadamente, el gobernante elegido ese año era Timasiteo, que tras saber la nacionalidad de los pasajeros y la razón del viaje, persuadió a sus conciudanos para que liberaran a sus prisioneros, les devolvió lo saqueado y escoltó el barco hasta el santuario griego, con la orden de que se les protegiera de otros piratas.
Diodoro de Sicilia  añade que cuando los romanos conquistaron Lipara 137 años después, perdonaron a los descendientes de Timasiteo del deber de pagar impuestos.